# Куркино (Октябрьский сельсовет, Вологодский район)

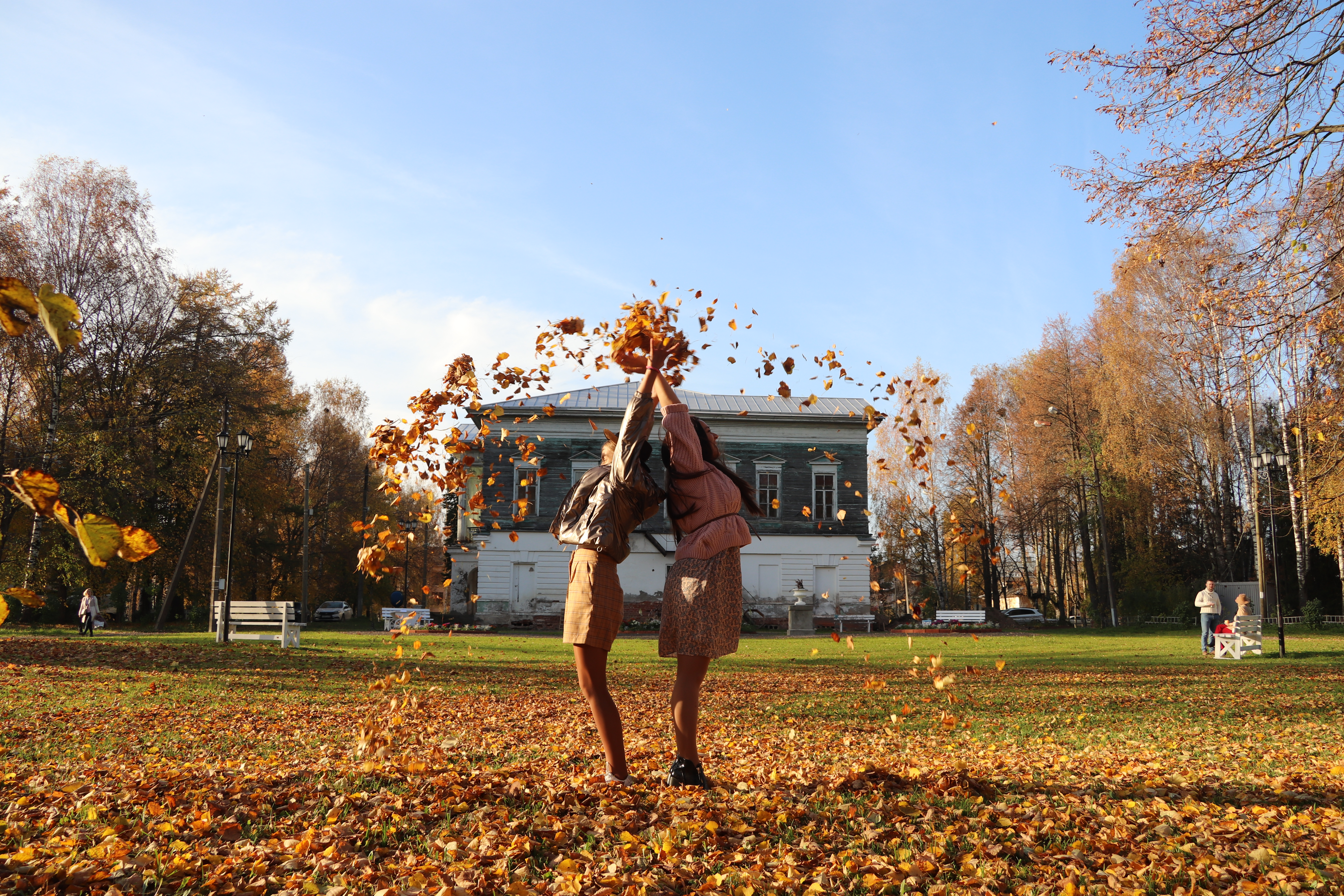
Усадьба Куркино осень 2020

Куркино — село в Вологодском районе Вологодской области.

## Административный статус
Входит в состав Майского сельского поселения (с 1 января 2006 года по 8 апреля 2009 года входило в Октябрьское сельское поселение), с точки зрения административно-территориального деления — в Октябрьский сельсовет.

## Географическое положение
Расстояние до центральной части районного центра Вологды по автодороге — 29 км, до центра муниципального образования Майского по прямой — 13 км. Ближайшие населённые пункты — Меглеево, Колбино, Колбино.

## Население
По переписи 2002 года население — 1002 человека (454 мужчины, 548 женщин). Преобладающая национальность — русские (98 %).

## История
С 1658 года эта местность была владением дворян Андреевых-Резановых, до наших дней сохранилось принадлежавшее им здание усадьбы Спасское-Куркино.
После установления советской власти на окружающих землях был создан колхоз. В 1926 году в посёлок перевели Северную областную опытную станцию. Впоследствии на её базе возник НИИ молочного и луго-пастбищного хозяйства. Сам институт расположился в посёлке Молочное, а в посёлке было создано опытное хозяйство «Куркино», находившееся в подчинении НИИ. В постсоветскую эпоху хозяйство получило название Государственной организации научного обслуживания (ГОНО) «Куркино», объединившей ещё два аналогичных опытных хозяйства — Остахово и ВОМС (Вологодская областная мелиоративная станция). С 2007 года ГОНО «Куркино» находится в стадии банкротства, работа предприятия полностью остановлена в начале 2016 года.
В 2016 году усадьба Спасское-Куркино перешла в муниципальную собственность Вологодского района, будучи переданной из конкурсной массы ГОНО «Куркино».